# Polandball

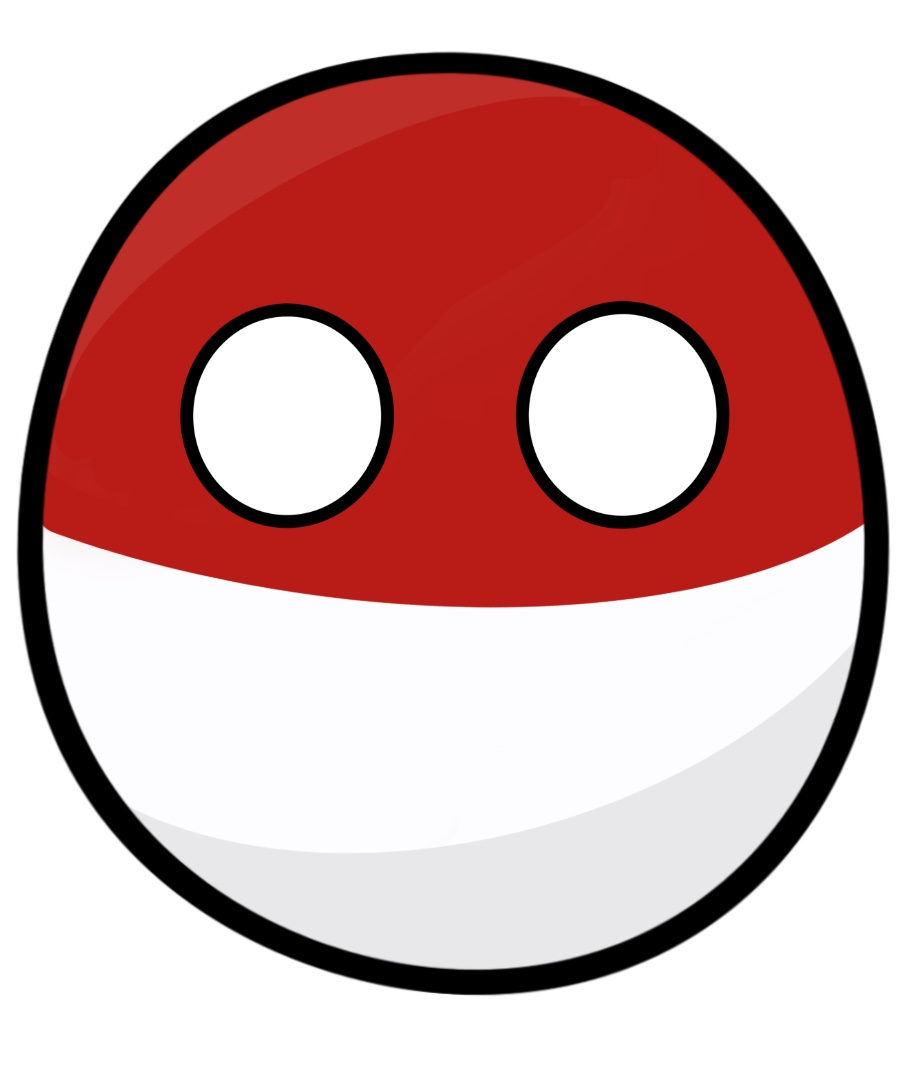
PolandBall

Polandball ist ein nutzergeneriertes Internetphänomen, das seinen Ursprung im /INT/-Board des deutschsprachigen Bilderforums krautchan.net hat und dort in der zweiten Hälfte des Jahres 2009 erstmals auftauchte. Polandball manifestiert sich durch Webcomics, in denen Nationen meist als kreisförmige Gestalten in oftmals gebrochenem Englisch miteinander kommunizieren. Auf satirische Weise bedienen sich die Comics nationaler Klischees, internationaler Beziehungen und politischer sowie historischer Ereignisse. Die Comics tragen den Namen Polandball (selbst wenn Polen nicht als Cartooncharakter vorkommt) oder Countryballs (dt.: „Länderkugeln“).

## Geschichte
Polandball entstammt einem Cyberwar im August 2009 zwischen polnischen Internetnutzern und Nutzern aus der restlichen Welt auf drawball.com. Die Website, die eine Art virtuelle Leinwand bietet, erlaubt den Benutzern, zu zeichnen, was immer sie mögen, und auch, über die Bilder anderer zu malen. Im polnischen Internet kam die Idee auf, die polnische Flagge auf den Ball zu malen, und mit der Hilfe tausender Polen schaffte man es, den Zeichenball mit weißer Farbe über roter und dem Wort „Polska“ in die Mitte geschrieben zu übernehmen, der dem Pokéball nachempfunden war (daher rührt die spätere Standdarstellung mit rot über weiß, entgegen der polnischen Flagge). Das englischsprachige Imageboard 4chan koordinierte sich daraufhin und übernahm den Ball wiederum für sich mit der Zeichnung eines großen Hakenkreuzes.
Krautchan.net war ein deutschsprachiges Bilderforum, dessen /INT/-board von englischsprachigen Netizen frequentiert wurde. Der Anfang des Polandball wird dem Benutzer Falco zugeschrieben, ein Brite auf /INT/, der im September 2009 das Meme mit MS Paint erschuf. Damit wollte er gegen Wojak trollen, einen Polen auf dem gleichen Board, welcher in gebrochenem Englisch schrieb. Danach begannen Russen enthusiastisch mit dem Zeichnen von Polandball-Cartoons.
Polandball-Comics haben keine bestimmten Autoren, und jeder kann einen erstellen. Dies führte zu diesem Meme, das sich über zahlreiche Seiten ausbreitete, unter anderem Reddit.

## Themen

### Polen

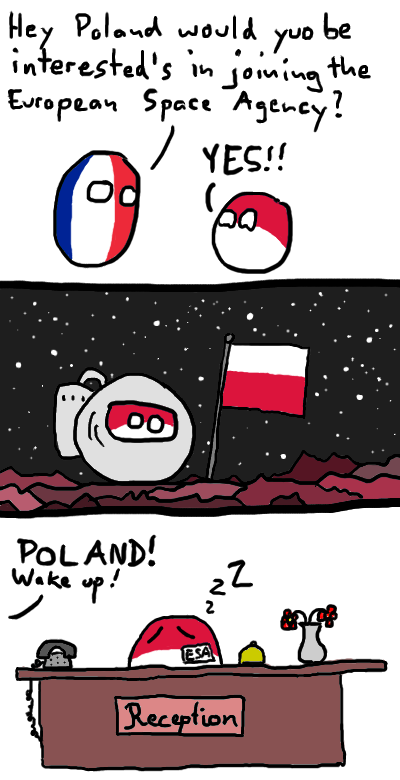
Ein Beispiel eines Polandball-Comics, der die Reihe „Poland cannot into space“ fortsetzt. Der Comic spielt auf den Eintritt Polens in die Europäische Weltraumorganisation im Jahr 2012 an.

Polandball gewann im Zuge des Flugunfalls des polnischen Präsidenten Lech Kaczyński an Popularität. Polens Geschichte in den Beziehungen zu anderen Ländern und seine Stereotype bilden die Grundlage, oft bezogen auf polnischen Größenwahn und nationale Komplexe. Interaktionen zwischen Polandballs tendieren dazu, in gebrochenem Englisch und Internetslang geschrieben zu werden, in Anlehnung an das Lolcat-Meme. Am Schluss des Cartoons steht typischerweise der weinende Polandball mit roter Oberseite und weißer Unterseite (die umgekehrte polnische Flagge, dem Pokéball nachempfunden).
Einige Polandball-Comics entspringen der Tatsache, dass Polen kein eigenes Raumfahrtprogramm (wie zum Beispiel Russland) vorweisen kann. Einer der bekanntesten Polandball-Cartoons beginnt mit der Annahme, dass die Erde von einem großen Meteor getroffen wird, was alle Länder mit Raumfahrttechnologie dazu veranlasst, die Erde zu verlassen und eine Umlaufbahn um den Planeten einzunehmen. Am Ende sieht man Polandball immer noch auf der Erde, weinend und den Spruch „Poland cannot into space“ (Polen kann nicht ins All) ausrufend. Auf diese humoristische Weise erschufen russische Nutzer einen Haltepunkt in der Diskussion mit Polen, welches Land das vorherrschende sei. In einem anderen Comic sieht man, wie Polandball andere Länder langweilt, indem er proklamiert: „Als wir Russland und die Türken (sic) niederschlugen, waren wir das größte Land der Welt... und...“. Das bringt die anderen Countryballs dazu, ihn auszulachen. Der nun irritierte Polandball ruft „kurwa“ und hält ein Schild hoch mit der Aufschrift „Internet serious business“. Das ist ein Internetschlagwort, das benutzt wird, um Leute zu verspotten, die Diskussionsthemen mit Verachtung behandeln. Nach üblicher Polandballkonvention endet der Cartoon mit einem weinenden Polandball.

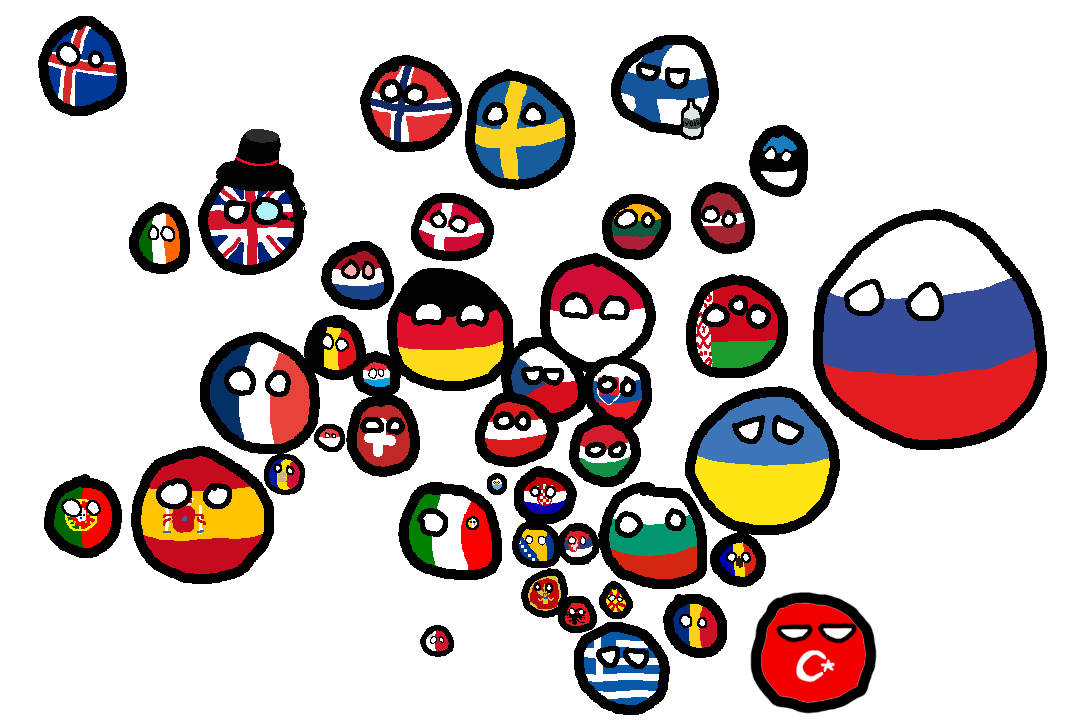
Europa aus Countryballs

### Andere Countryballs

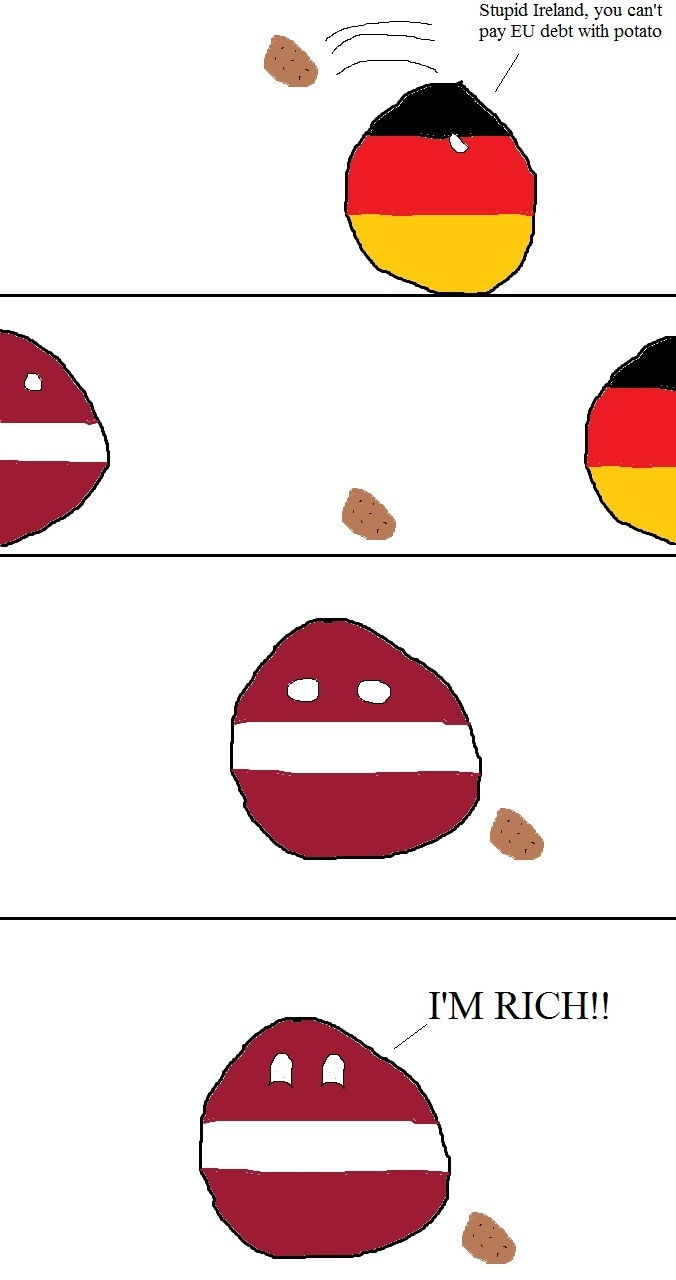
Ein Polandball-Comic, der die Eurokrise satirisch darstellt und das Stereotyp über Lettland verwendet, dass Kartoffeln für sie viel Wert besäßen. Auch hat die Kartoffel in Irland eine lange Geschichte.

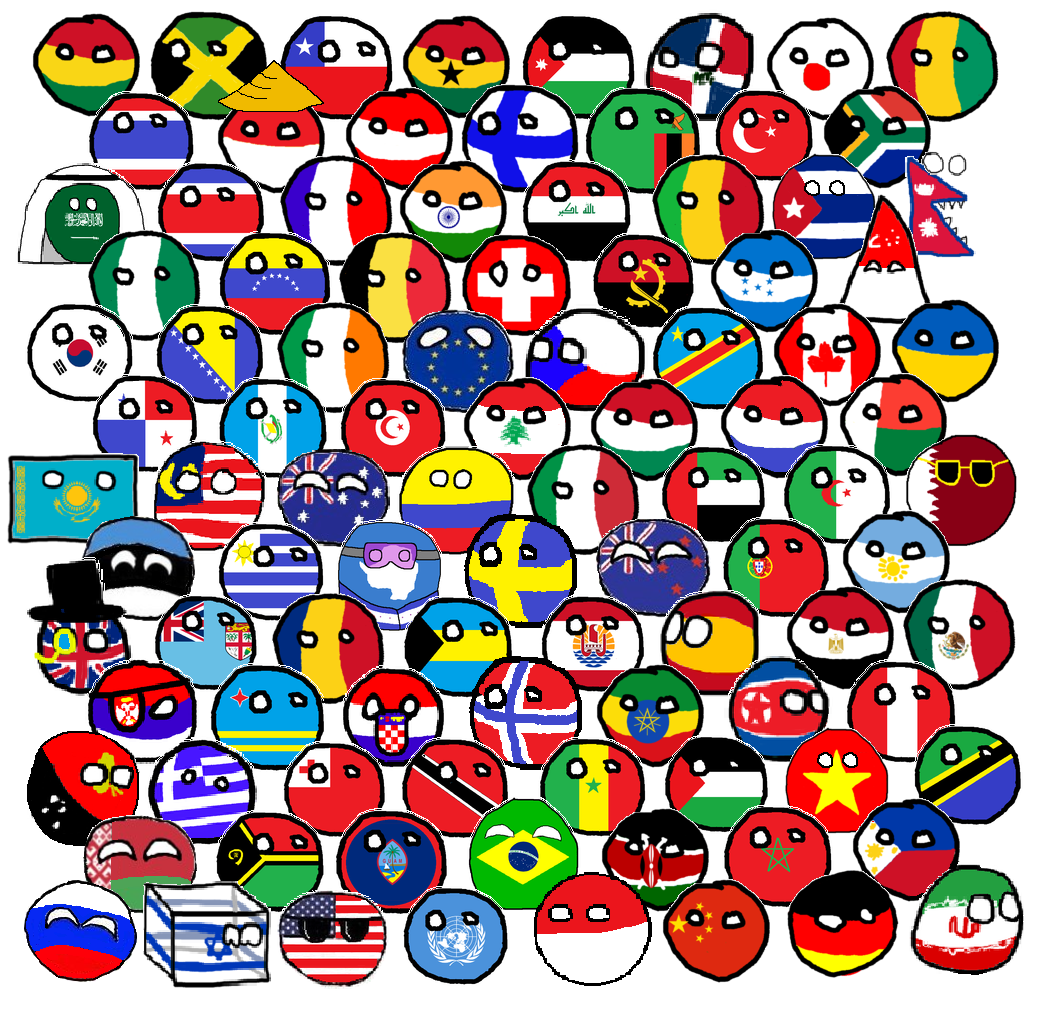
Ausgewählte Countryballs

Polandball kann auch Comics über andere Länder enthalten, aber per Konvention werden diese Comics dennoch gewöhnlich Polandball genannt, obwohl sie auch Countryballs genannt werden können. Andere Länder werden ebenfalls als Kugeln repräsentiert, auch wenn Singapur die Form eines Dreiecks annimmt und Tringapore heißt; Israel besitzt die Form eines Hyperwürfels (Tesserakt) (in Anlehnung an sogenannte jüdische Physik); Kasachstan ist in der Gestalt eines Ziegelsteins (Kazakhbrick) und Großbritannien trägt in Abbildungen einen Zylinder und Monokel (Hongkong ebenfalls, da es einst eine Kolonie des Britischen Weltreichs war). Des Weiteren werden die USA mit einer Sonnenbrille, Kanada mit einer Waschbärmütze und Japan als Kawaii dargestellt. Im Zuge der Eurokrise und dem starken Auftreten Deutschlands innerhalb der Europäischen Union wurde diesem eine eigene Figur, das „Reichtangle“ gewidmet. Reichtangle besitzt die Form eines Rechtecks und der Name ist in Anlehnung an das Wort „Reich“, welches im Englischen wie „Reik“ gesprochen wird, und dem englischen Wort für Rechteck „Rectangle“ entsprungen. Das Reichtangle ist das wiederauferstandene Deutsche Reich, welches sich in der Regel in der gegenwärtigen Zeit nur schwer orientieren kann. Es ist nicht mit dem historischen Deutschen Reich zu verwechseln, welches nach wie vor als Kugel gezeichnet wird. Wegen der absichtlich falschen Farbwahl des Polandballs (d. h. roter Querstreifen oben, weißer Querstreifen unten) kommt es zu Verwechslungen mit den Exemplaren aus Indonesien bzw. Monaco, deren Nationalflaggen tatsächlich so aussehen. Innerhalb der Comics wird dies meist gelöst, indem der indonesische Ball einen Reishut oder Songkok trägt, und der monegassische Ball französisch redet oder eine Sonnenbrille trägt.
Die Schlichtheit Polandballs, ergänzt durch den Fokus auf aktuelle Affairen in der Welt, eignen den Meme für Kommentare über internationale Ereignisse. Unter den von Polandball behandelten Themen, die in den Medien erschienen, sind der Disput über die Senkaku-Inseln, das Konklave 2013, bei dem Jorge Mario Bergoglio zum neuen Papst wurde, der Krieg in der Ukraine seit 2014, die russische Annexion der Krim oder die Probleme der philippinischen Arbeiter in Taiwan.

## Bewertung

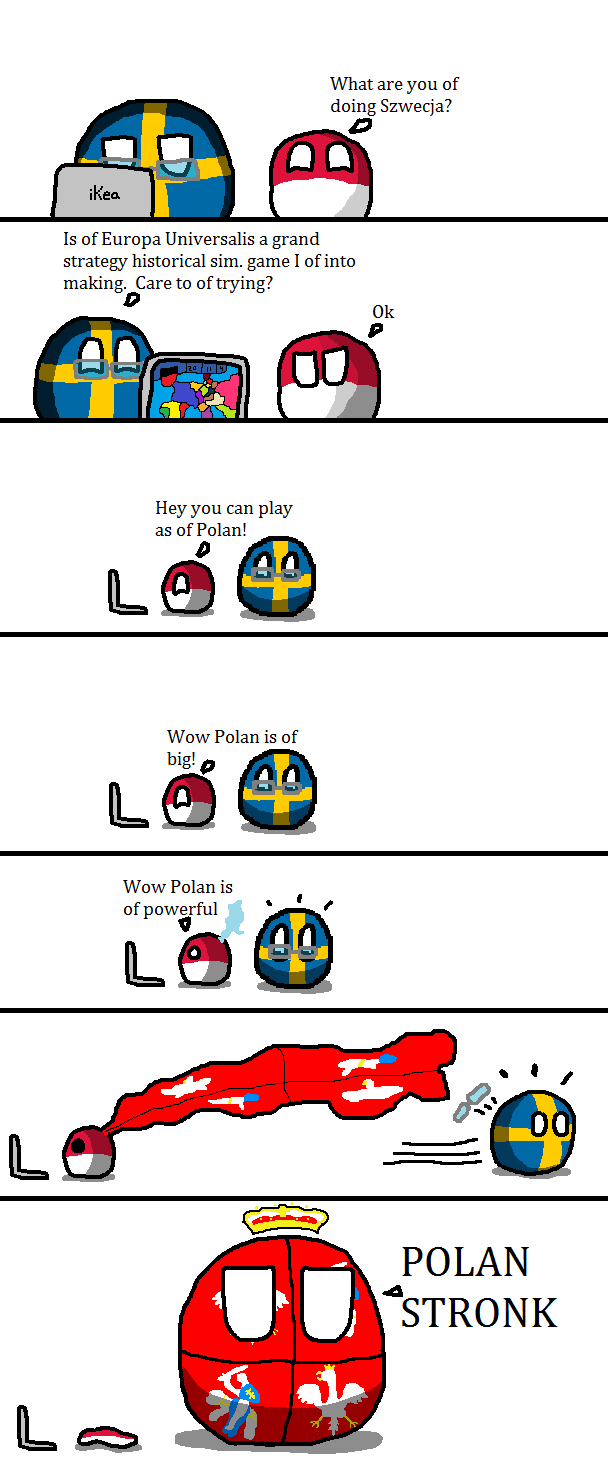
Ein Beispiel eines Polandball-Comics, der Polandball beim Spielen von Europa Universalis zeigt. Der Comic wurde von Wojciech Oleksiak bei culture.pl genutzt, um das Konzept zu illustrieren, wie sich Polen in Märchen über ihre Geschichte verherrlichen.

Ein Bericht von Vesti FM bemerkte einen Beitrag auf LiveJournal, der die Leser befragte, welche fünf Bilder den Lesern einfallen, wenn sie an Polen und die Polen denken. Die fünf Seiten an Antworten, die die tiefen Verknüpfungen zwischen Polen und Russland illustrieren, benannten Themen wie Pseudodimitri I., Tomek im Land der Kängurus des polnischen Autors Alfred Szklarski, Vier Panzersoldaten und ein Hund, Russophobie und Polandball.
Wojciech Oleksiak schrieb auf culture.pl, einem Projekt des Adam-Mickiewicz-Institut, über Polandball. Die Möglichkeit, dass jeder einen Polandball-Comic erstellen kann, bedingt ihm zufolge neue Chancen für Leute, ihre persönlichen Ansichten über Rasse, Religion und Geschichte auszudrücken. Er beschrieb Polandball als Verkörperung par excellence des Internets an sich und erwähnte zusätzlich, dass Comics „rau, unhöflich, rassistisch, beleidigend oder nur völlig blöd“ sein können, während er auch ausführt, dass die politische Inkorrektheit zur Attraktivität des Memes beiträgt.
Gleichzeitig merkt Oleksiak an, dass Polandball-Comics oft übertriebene polnische Stereotype verwenden, z. B., dass Polen nicht so kompetent Englisch sprechen wie andere Nationalitäten und dass Polen selbst ein Land voller begriffsstutziger Psycho-Katholiken sei. Andererseits seien manche Stereotype, die in Polandball-Comics benutzt werden, treffender, wie zum Beispiel, dass Polen gerne Geschichten über ihre glanzvolle Vergangenheit erzählen oder dass tief in Polens Selbstbewusstsein ein Hang zum Märtyrertum verankert ist. Hingegen sei das Stereotyp, dass Polen gewisse „Nationalkomplexe“ besitzt und häufig externe Kräfte für Fehler in seiner Geschichte verantwortlich macht, aber auch ein wenig rechtfertigbar, da Russland und Deutschland nicht immer die freundlichsten Nachbarn darstellten.
Oleksiak schreibt darüber hinaus, dass Polen durch Polandball einen „Sinn für Humor über unseren langjährigen Groll“ erlernen könnten.

## In der Popkultur
Ein online multiplayer third-person shooter namens Countryballs: Modern Ballfare wurde im Juni 2021 als Early Access Spiel auf Steam für Microsoft Windows veröffentlicht. Es wurde dann am 12. November 2023 vollständig veröffentlicht.
Countryballs Heroes, ein Strategiespiel, wurde im November 2021 auf Steam für Microsoft Windows veröffentlicht. Das Spiel gewann später den 38. Fan Favourite weekly vote bei dem Game Development World Championship 2021.